# Chevrotin
Chevrotin és un formatge francès amb AOC des de gener de 2001 i que ha obtingut el reconeixement com a denominació d'origen a nivell europeu en virtut del Reglament (la CE) núm. 1.357/2005 de la Comissió, de 18 d'agost de 2005, malgrat l'oposició d'Itàlia, que considerava que podia ser genèric. També pot trobar-se escrit com Cheverottin des Aravis o Chevrotin des Aravis. Es tracta d'un formatge elaborat a la regió de Roine-Alps, departament d'Alta Savoia i de Savoia.

## Història
Les primeres referències que es tenen del Chevrotin es remunten al segle xviii, si bé l'existència d'aquest formatge a Savoia i l'Alta Savoia és segurament molt anterior. S'elabora als massissos prealpins de Chablais, Bauges i Aravis, en els quals es troben unes circumstàncies naturals difícils: relleu escarpat, clima humit, terra calcari amb una vegetació específica de les que només poden nodrir-se les cabres savoianes, ja que estan tan còmodes com els isards en les pendents abruptes.
Els documents més antics són els contractes d'arrendament, en els quals el ramader havia de lliurar en paga de les pastures arrendades un determinat nombre de formatges, entre els quals s'esmenta habitualment el Chevrotin. Encara que la cabana caprina no era gaire important, el Chevrotin es fabricava després del deslletament del cabrit, és a dir, quan es pujava a les pastures de muntanya.

## Elaboració
Es fa amb llet crua i sencera de cabra de les races alpina i saanen. És diferent del chèvre típic de la Vall del Loira. Es fabrica de forma similar al reblochon, per la qual cosa se'l coneix com el «reblochon de les cabres». Madura al llarg d'un període que va entre les 3 i les 6 setmanes. Els formatges de la denominació d'origen controlada «Chevrotin» es comercialitzen proveïts d'una etiqueta individual en la qual figura el nom de la denominació d'origen. A l'etiqueta dels formatges d'aquesta denominació ha d'aparèixer el logotip, amb les sigles «INAO», la indicació «Denominació d'origen controlada» i el nom de la denominació. El nom de la denominació d'origen controlada ha d'aparèixer en caràcters d'una dimensió equivalent al 120% de qualssevol altres caràcters que figurin a l'etiqueta.

## Característiques
Té un 45% de matèria grassa. Té forma de cilindre d'entre 3 i 4,5 centímetres d'alt i d'entre 9 i 12 centímetres de diàmetre i pesa entre 250 i 350 grams. Es comercialitza en envasos individuals que tenen un fals fons de fusta d'avet. Conté com a mínim 45 grams de greix per cada 100 grams de formatge una vegada completada la dessecació i el contingut de matèria seca del qual no ha de ser inferior a 45 grams per 100 grams de formatge. És un formatge de pasta premsada sense coure, amb crosta rentada, recoberta totalment o parcialment al final del període de maduració per una fina escuma blanca composta bàsicament per geotrichum. La crosta és blanca enrojolada. Té una pasta flexible i consistent al gust subtil.